# Молодые
«Молодые» — советский художественный фильм по роману Александра Андреева «Рассудите нас, люди».

## Сюжет
Евгения окружена родительским вниманием и опекой и потому не совсем социально самостоятельна. Она встретила и полюбила Алексея Николаева, который оказывается простым строителем-бригадиром. Знакомство оборачивается трудной совместной жизнью в общежитии. После возведения очередного жилого дома Алексей принял решение уехать вместе со студенческим стройотрядом и друзьями из Москвы в Тюмень. Евгения уехала вместе с ним.

## В ролях
- Евгений Киндинов — Алексей Николаев
- Любовь Нефёдова — Женя (роль озвучила Галина Польских)
- Жанна Горощеня — Аня
- Алла Ларионова — Екатерина Петровна, мать Жени
- Нелли Пшённая — Лена, подруга Жени
- Нонна Мордюкова — Дарья Васильевна, комендант общежития
- Татьяна Пельтцер — няня Нюша
- Армен Джигарханян — Пётр, прораб
- Михаил Кокшенов — Трифон Будорагин
- Владимир Тихонов — Вадим
- Вячеслав Невинный — Семён Николаев
- Герман Козлов — Илья
- Николай Сергиенко — Серёга из «Майкопа»
- Алексей Глазырин — отец Жени

## Съёмочная группа
- Автор сценария: Александр Червинский
- Режиссёр: Николай Москаленко
- Оператор: Николай Олоновский
- Художник: Наталья Мешкова
- Композитор Марк Фрадкин
- Текст песни: Евгений Долматовский

## Награды
- 1972 — Первый приз («Приз Молодёжи») на Фестивале современного искусства социалистических стран в Карловых Варах.